# Chazey-Bons
Chazey-Bons – miejscowość i gmina we Francji, w regionie Owernia-Rodan-Alpy, w departamencie Ain. W 2013 roku populacja gminy wynosiła 848 mieszkańców.
1 stycznia 2017 roku połączono dwie wcześniejsze gminy: Chazey-Bons oraz Pugieu. Siedzibą gminy została miejscowość Chazey-Bons, a nowa gmina przyjęła jej nazwę.